# سفیر (فیلم ۱۹۸۴)
سفیر (انگلیسی: The Ambassador) فیلمی در ژانر تریلر سیاسی به کارگردانی جی. لی تامپسون است که در سال ۱۹۸۴ منتشر شد. از بازیگران آن می‌توان به رابرت میچام، الن برستین، راک هادسن، دونالد پلیسنس و ساسون گابای اشاره کرد.